# Menowin Fröhlich

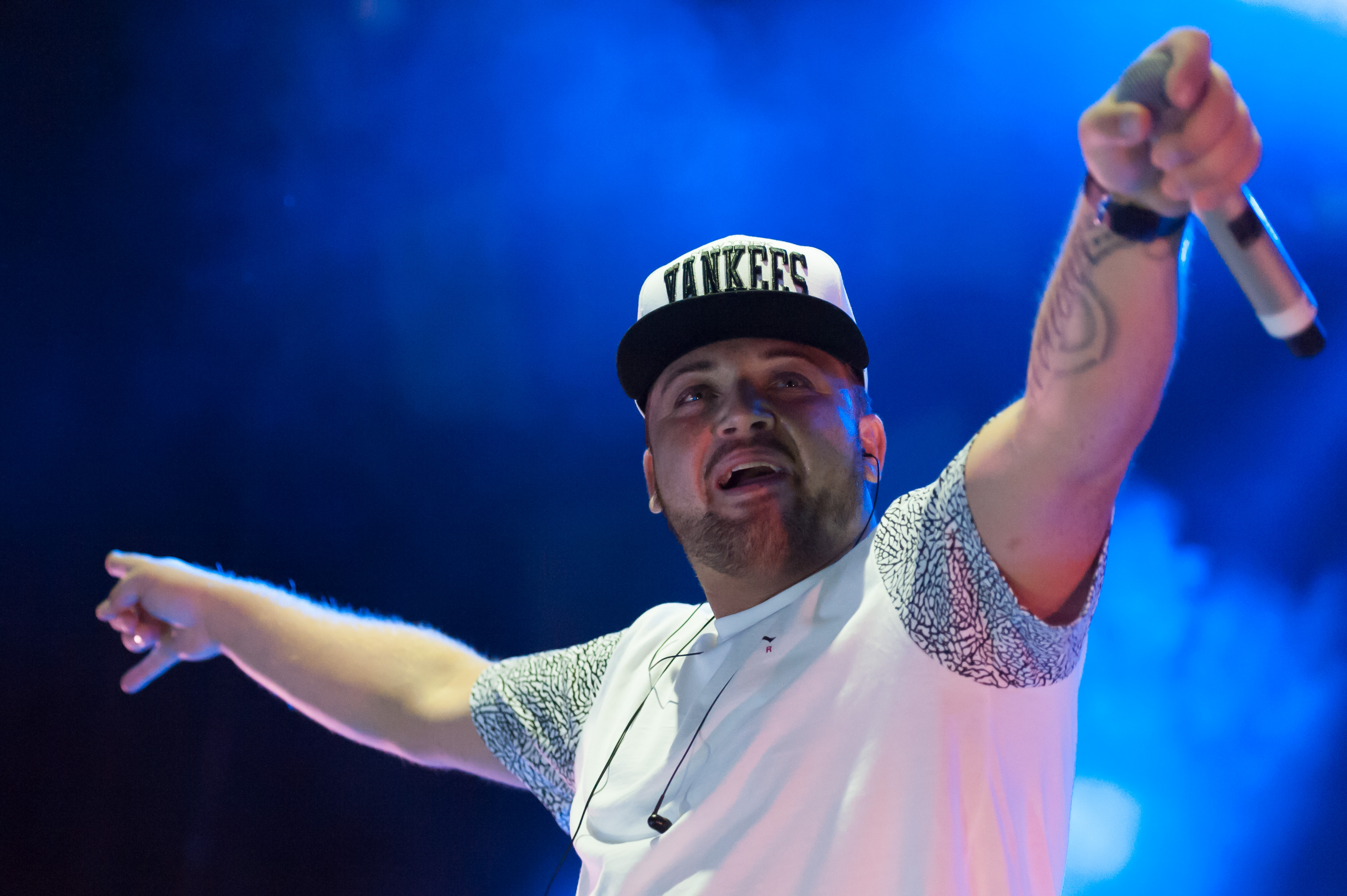
Menowin Fröhlich (2014)

Hasso Menowin Fröhlich (* 4. September 1987 in München), Künstlername Menowin, ist ein deutscher Popsänger. Er nahm 2005 und 2010 an der Castingshow Deutschland sucht den Superstar (DSDS) teil, die vom deutschen Fernsehsender RTL ausgestrahlt wurde.

## Musikalische Karriere
Menowin Fröhlich gründete Ende der 1990er Jahre zusammen mit Freunden seine erste Band V9. Nach einigen regionalen Achtungserfolgen folgte der Gewinn eines Talentwettbewerbs, bei dem die Band die erste professionelle Plattenaufnahme gewann.
Im Jahre 2005 nahm er an der Castingshow Deutschland sucht den Superstar teil. Er setzte sich in den Vorrunden durch und zog in das Finale der letzten 20 Kandidaten ein. Aufgrund seiner Verhaftung musste er die Teilnahme abbrechen.
Im Sommer 2009 trat Fröhlich ein weiteres Mal bei Deutschland sucht den Superstar an, erreichte das Finale und unterlag am 17. April 2010 Mehrzad Marashi, nachdem er in den Wochen zuvor bei den übrigen Wettbewerben der letzten zehn Kandidaten („Mottoshows“) stets die meisten Anruferstimmen erhalten hatte. Unmittelbar vor dem Finale rief die Bild-Zeitung ihre Leser dazu auf, für Marashi zu stimmen, und bezeichnete dies als „Kampagne gegen Menowin Fröhlich“.
Im Anschluss an DSDS kündigte der Juror Volker Neumüller an, das Management für beide Finalisten zu übernehmen. Fröhlich war zeitweise zusätzlich vertraglich an Richard Lugner gebunden. Der Vertrag mit dem Wiener Bauunternehmer beinhaltete Auftritte in Deutschland, Österreich und auf Mallorca. Die Auftrittsreihe auf Mallorca wurde nach zwei Konzerten vorzeitig beendet, nachdem Fröhlich vom Publikum ausgebuht worden war. Später endete wegen Streitigkeiten die Zusammenarbeit mit Lugner komplett.
Am 8. April 2011 wurde die Single If You Stayed veröffentlicht, die in der ersten Woche Platz 21 der deutschen Charts erreichte. Der Verlag E. Driediger aus Bad Essen veröffentlichte im Mai 2011 eine Biografie Fröhlichs, die den Titel Ich musste verlieren, um zu gewinnen trägt.
Im November 2011 veröffentlichte Menowin Fröhlich seine zweite Single Waiting for Christmas, die Platz 27 der deutschen Charts erreichte. Sein erstes Welcome-Back-Konzert fand am 14. April 2012 in der Diskothek Live Music Hall in Köln statt und war mit 1.200 Tickets ausverkauft.
Am 15. Juni 2012 erschien die Single Round ’n’ Round. Am 29. Juni 2012 folgte sein erstes Album White Chocolate, das in Deutschland direkt auf Position elf der Charts einstieg, aber in der zweiten Woche auf Platz 76 fiel. Die zweite Single Bad, die nur als Download veröffentlicht wurde, erreichte die Charts nicht.
Am 12. August 2015 zog er als Kandidat bei Promi Big Brother (3. Staffel) ein. Er verließ das Haus nach 17 Tagen als Zweitplatzierter. Anschließend veröffentlichte er die Single One Step Closer, die jedoch den Charteinstieg verfehlte.
Im April 2016 nahm er zusammen mit vielen Prominenten an der Sportshow Die große ProSieben-Völkerball-Meisterschaft teil.
Gemeinsam mit seiner Partnerin nahm er 2019 an der Reality-Show Das Sommerhaus der Stars – Kampf der Promipaare teil.
Ab dem 9. März 2020 nahm Fröhlich als zusätzlicher Promi-Kandidat an der 13. Staffel von Big Brother teil, stieg aber zwei Wochen später wegen der COVID-19-Pandemie freiwillig wieder aus.
| Top 15/Mottoshow (Datum) | Lied                                                         | Originalinterpret                         | Platzierung   |
| --- | ------------------------------------------------------------ | ----------------------------------------- | ------------- |
| Jetzt oder Nie! – Die Top 15-Show (13. Februar 2010)                                                                               | I’ll Be There                                                | The Jackson Five                          | 22,8 % (2/15) |
| Erste Mottoshow: Megahits von heute (20. Februar 2010)                                                                             | Change                                                       | Daniel Merriweather                       | 37,4 % (1/10) |
| Zweite Mottoshow: Hymnen der Musik (27. Februar 2010)                                                                              | We Are the World                                             | USA for Africa                            | 36,2 % (1/9)  |
| Dritte Mottoshow: Happy Holiday Hits (6. März 2010)                                                                                | Maria Maria                                                  | Santana                                   | 26,0 % (1/8)  |
| Vierte Mottoshow: Die große 80er-Party (13. März 2010)                                                                             | Billie Jean                                                  | Michael Jackson                           | 42,6 % (1/7)  |
| Fünfte Mottoshow: Deutsch vs. Englisch (20. März 2010)                                                                             | Über sieben Brücken mußt du gehn                             | Karat                                     | 27,8 % (1/6)  |
| Fünfte Mottoshow: Deutsch vs. Englisch (20. März 2010)                                                                             | If You Don’t Know Me by Now                                  | Harold Melvin and the Blue Notes          | 27,8 % (1/6)  |
| Sechste Mottoshow: Partykracher vs. Ballade (27. März 2010)                                                                        | What Is Love                                                 | Haddaway                                  | 27,3 % (1/5)  |
| Sechste Mottoshow: Partykracher vs. Ballade (27. März 2010)                                                                        | How Deep Is Your Love                                        | Bee Gees                                  | 27,3 % (1/5)  |
| Siebte Mottoshow: Neu vs. Alt (3. April 2010)                                                                                      | Ayo Technology                                               | Milow                                     | 35,9 % (1/4)  |
| Siebte Mottoshow: Neu vs. Alt (3. April 2010)                                                                                      | Celebration                                                  | Kool & The Gang                           | 35,9 % (1/4)  |
| Halbfinale (11. April 2010) | No Matter What (Boygroup-Song)                               | Boyzone                                   | 38,6 % (1/3)  |
| Halbfinale (11. April 2010) | You Are the Sunshine of My Life (Titelhelden der Kandidaten) | Stevie Wonder                             | 38,6 % (1/3)  |
| Halbfinale (11. April 2010) | I Swear (Nr.-1-Hit)                                          | All-4-One                                 | 38,6 % (1/3)  |
| Finale (17. April 2010) | That’s What Friends Are For (Herzenssong)                    | Dionne Warwick & Friends                  | 43,6 % (2/2)  |
| Finale (17. April 2010) | Billie Jean (Staffelhighlight)                               | Michael Jackson                           | 43,6 % (2/2)  |
| Finale (17. April 2010) | Don’t Believe1 (Siegertitel)                                 | (eigens für DSDS zur Verfügung gestellt)2 | 43,6 % (2/2)  |
| 1 Dieses Lied wurde ebenfalls von Mehrzad Marashi interpretiert. 2 Der Titel wurde ursprünglich für Daniel Schuhmacher komponiert. |                                                              |                                           |               |

## Strafverfahren
Fröhlich wurde bereits mehrfach wegen verschiedener Vergehen angeklagt. Fröhlich wurde im Dezember 2005 wegen gefährlicher Körperverletzung und Betrugs zu zwei Jahren Gefängnis verurteilt, worüber er in Interviews berichtete. Die offene Bewährung einer Reststrafe von 313 Tagen wurde am 23. Juli 2010 vom Amtsgericht Darmstadt wegen Verstoß gegen die Bewährungsauflagen widerrufen. Da Fröhlich die Strafe nicht wie gefordert bis zum 15. Februar 2011 freiwillig antrat, wurde ein Vollstreckungshaftbefehl erlassen und Fröhlich am darauffolgenden Tag in Dortmund-Wellinghofen festgenommen und in die Justizvollzugsanstalt verbracht.
Am 17. Mai 2011 wurde Fröhlich wegen Körperverletzung zu einer Bewährungsstrafe verurteilt. Ein Antrag auf vorzeitige Entlassung aus der Haft wurde am 30. August 2011 abgewiesen. Am 20. Dezember 2011 wurde er aus der Haft entlassen.
Im Jahr 2018 verurteilte das Amtsgericht Heidelberg Fröhlich zu einem Jahr Haft auf Bewährung wegen Fahrens unter Drogeneinfluss. Im Mai 2019 wurde Fröhlich wegen Fahrens ohne Führerschein und unter Alkoholeinfluss abermals zu einem Jahr auf Bewährung verurteilt. Das Landgericht Darmstadt verurteilte im März 2022 Menowin Fröhlich zu einer Haftstrafe von einem Jahr und zwei Monaten ohne Bewährung und hob somit das Urteil von Mai 2019 auf. Im März 2024 musste sich Fröhlich vor dem Amtsgericht Bensheim erneut wegen Fahrens ohne Führerschein verantworten und wurde zu einer Bewährungsstrafe verurteilt. Bei dieser Gelegenheit gab er zu seiner Person an, dass er wegen hoher Schulden Privatinsolvenz hatte anmelden müssen.

## Persönliches
Fröhlich entstammt einer Sinti-Familie. Seinen zweiten Vornamen „Menowin“ erhielt er in Anlehnung an den Namen des Geigenvirtuosen Yehudi Menuhin. Er wuchs in München in der Siedlung am Lerchenauer See auf. Die Familie litt unter dem gewalttätigen Vater. Aufgrund von längeren Gefängnisaufenthalten seiner damals drogenabhängigen Mutter musste Fröhlich als Kind immer wieder ins Heim.
2019 heiratete Fröhlich seine türkischstämmige Partnerin Şenay Ak, mit der er ab 2011 zusammen war. Mit ihr hat er fünf gemeinsame Kinder, drei Söhne (* 2014, * 2018, * 2021) und zweieiige Zwillingsmädchen (* 2024). Das Paar trennte sich 2025. Menowin Fröhlich lebte mit seiner Familie bis zur Trennung in Modautal bei Darmstadt.
Drei weitere Kinder (zwei Töchter und ein Sohn) aus einer früheren Beziehung leben bei der Mutter, die eine Cousine von Fröhlich ist. Der Rapper Sido ist ein Cousin zweiten Grades.

## Diskografie
Alben

| Jahr | Titel           | Höchstplatzierung, Gesamtwochen, AuszeichnungChartplatzierungen (Jahr, Titel, Platzierungen, Wochen, Auszeichnungen, Anmerkungen) | Höchstplatzierung, Gesamtwochen, AuszeichnungChartplatzierungen (Jahr, Titel, Platzierungen, Wochen, Auszeichnungen, Anmerkungen) | Anmerkungen                         |
| Jahr | Titel           | DE | AT | Anmerkungen                         |
| ---- | --------------- | --- | --- | ----------------------------------- |
| 2012 | White Chocolate | DE11 (2 Wo.)DE | AT29 (1 Wo.)AT | Erstveröffentlichung: 29. Juni 2012 |

Singles

| Jahr | Titel Album           | Höchstplatzierung, Gesamtwochen, AuszeichnungChartplatzierungen (Jahr, Titel, Album, Platzierungen, Wochen, Auszeichnungen, Anmerkungen) | Höchstplatzierung, Gesamtwochen, AuszeichnungChartplatzierungen (Jahr, Titel, Album, Platzierungen, Wochen, Auszeichnungen, Anmerkungen) | Anmerkungen                             |
| Jahr | Titel Album           | DE | AT | Anmerkungen                             |
| ---- | --------------------- | --- | --- | --------------------------------------- |
| 2011 | If You Stayed         | DE21 (6 Wo.)DE | AT24 (2 Wo.)AT | Erstveröffentlichung: 8. April 2011     |
| 2011 | Waiting for Christmas | DE27 (5 Wo.)DE | AT42 (1 Wo.)AT | Erstveröffentlichung: 18. November 2011 |
| 2012 | Round ’n’ Round       | DE60 (1 Wo.)DE | — | Erstveröffentlichung: 15. Juni 2012     |

Weitere Singles
- 2015: One Step Closer
- 2019: Du bist meine No.1
- 2020: Immer Nur Du (Rmx)
- 2020: Frei